# Fredericia
Fredericia je danski grad i prijestolnica istoimene općine Fredericia u regiji Južna Danska. Smješten je na istočnom dijelu poluotoka Jutlanda. Grad je 1650. godine osnovao kralj Frederik III. od Danske te je po njemu dobio ime.

## Povijest
Nakon devastacije velikog dijela poluotoka Jutlanda zbog Tridesetogodišnjeg rata, kralj Kristijan IV. od Danske je shvatio neophodnost gradnje jake tvrđave na Jutlandu. Odlučio je da taj projekt može kombinirati s prijašnjim planovima o izgradnji velikog grada ondje. Izgradnja tvrđave je započela na području današnje općine Fredericia te je štitila od neprijateljskih napada. Međutim, utvrde se nisu pokazale savršenima kada je švedski feldmaršal Lennart Torstensson napao Jutland te probio bedeme.
Kasnije je tvrđava dovršena pod vlašću Frederika III. a dodane su joj i bočne utvrde čiju je izgradnju predložio danski imperijalni maršal Anders Bille. 15. prosinca 1650. kralj je potpisao dokument kojem je gradu dao prve privilegije. Sljedeće godine grad je dobio ime Frederiksodde po samom kralju dok je naziv grada 22. travnja 1664. latiniziran u Fredericia.
6. srpnja 1849. izbila je Bitka za Fredericiju između danskih snaga i snaga njemačke sjeverne pokrajine Schleswig-Holstein. Riječ je o jednoj od mnogih bitaka tijekom Prvog schleswiškog rata u kojem je Danska u konačnici izvojevala pobjedu nad Nijemcima. U spomen na tu bitku, svakog 6. srpnja u gradu se održava festival.
U Fredericiji su smještene glavne vojarne te je sjedište zapovjedno-kontrolno-komunikacijske pukovnije Telegrafregimentet Kraljevske danske kopnene vojske. Pukovnija je stacionirana u vojarnama Ryes i Bülows.

## Gospodarstvo
Važnu kariku gospodarstva grada čine tekstilna i prehrambena industrija. Također, Fredericia je jedno od najvažnijih danskih prometnih čvorišta. Razlog tome su morska luka i željeznica. Duboka morska luka je najveća teretna luka u zemlji dok je željeznica središte čvorišta između Kopenhagena s jedne strane te Aarhusa, Esbjerga i juga Jutlanda s druge strane.

## Populacija
Prema podacima iz siječnja 2013., Fredericia je imala 39.914 stanovnika.

## Poznate ličnosti
- Henrik Pontoppidan (1857. – 1943.): danski kniževnik i dobitnik Nobelove nagrade za književnost 1917. godine.
- Vilhelm Buhl (1881. – 1954.): danski premijer
- Erik Holtved (1899. – 1981.): danski arheolog, jezikoslovac i etnolog.
- Erik Moseholm (1930. – 2012.): danski jazz basist i skladatelj
- Kristian Blak (1947. - danas): danski pijanist i kompozitor.
- Jesper Bank (1957. - danas): danski jedriličar i dvostruki olimpijski pobjednik.[2][3]
- Thomas Sørensen (1976. - danas): danski nogometni vratar i bivši nacionalni reprezentativac.

## Gradovi prijatelji
| - Kokkola, Finska (1948.) - Kristiansund, Norveška (1948.) - Härnösand, Švedska (1948.) - Ilulissat, Grenland (1962.) - Herford, Njemačka (1987.) - Šiauliai, Litva (1993.) |

## Galerija slika
- Gradska željeznička stanica.
- Stara gradska kuća.
- Gradski muzej.
- Crkva Svetog Trojstva.

## Vanjske poveznice
- Službena web stranica grada  Arhivirana inačica izvorne stranice od 29. lipnja 2013. (Wayback Machine)

## Vidjeti također
- Fredericia (općina)